# Christopher Lettl
Christopher Lettl (* 1969) ist ein deutscher Betriebswirt und Professor an der Wirtschaftsuniversität Wien.

## Wirken
Von 1993 bis 1998 studierte Lettl an der Universität Hamburg Betriebswirtschaftslehre. Er ging 1999 als Assistent an die Vienna University of Economics and Business Administration. Im Jahr 2000 kehrte er nach Hamburg zurück, wo er wissenschaftlicher Assistent an der TU Hamburg-Harburg wurde und im Jahr 2003 promovierte. Er habilitierte sich im Jahr 2006 bei Hans Georg Gemünden am Institut für Technologie und Management der Technischen Universität Berlin und erhielt einen Ruf als ordentlicher Professor an den Lehrstuhl für Technologie und Innovationsmanagement an der Universität Aarhus. Von dort wechselte er im Jahr 2009 nach Wien.
Seit 2013 leitet er das Institut für Strategie, Technologie und Organisation an der Wirtschaftsuniversität Wien. Die Forschungsschwerpunkte Lettls liegen in den Bereichen Open- und User-Innovation.
Über die Leitung des Instituts für Strategie, Technologie und Organisation hinaus hat Lettl an der Wirtschaftsuniversität Wien zahlreiche weitere Funktionen inne, beispielsweise als akademischer Direktor des Vienna Innovation Program oder als Co-Organizer der Speaker Series am Department of Strategy and Innovation. Von Oktober 2016 bis September 2019 war er Senats- und Kurienvorsitzender.
Lettl berät Unternehmen und Top-Level-Policymaker darin, wie Organisationen und Staaten ihre Innovationskraft steigern können. So beriet er bereits zahlreiche Unternehmen in verschiedenen Branchen wie z. B. IBM, LEGO, Johnson & Johnson und Top-Level-Policymaker wie z. B. Summit G8-G5 oder NESTA in Großbritannien.
In seiner Forschung untersucht er, wie Innovationen entstehen, wie Unternehmen systematisch Innovationspotentiale auch außerhalb ihrer Unternehmensgrenzen nutzen können und welche neuen Organisationsformen für Innovation insbesondere durch die Digitalisierung möglich werden.

## Veröffentlichungen
Seine wissenschaftlichen Veröffentlichungen wurden mit verschiedenen internationalen Preisen ausgezeichnet und in hochrangigen internationalen Zeitschriften wie Journal of Consumer Research, Strategic Management Journal, Research Policy oder Journal of Product Innovation Management veröffentlicht.
Seine Forschung wurde in führenden Business-Medien wie etwa der New York Times und dem Handelsblatt besprochen.

### Monographie
- 2004: Die Rolle von Anwendern bei hochgradigen Innovationen: Eine explorative Fallstudienanalyse in der Medizintechnik. Deutscher Universitätsverlag (DUV), Wiesbaden 2004, ISBN 978-3824480821.[1]

### Beiträge als Co-Autor in Fachzeitschriften (Auswahl)
- 2006: Users’ contributions to radical innovation: Evidence from four cases in the field of medical equipment. In: R&D Management. 36: S. 251–272 (mit: Cornelius Herstatt und Hans Georg Gemünden)
- 2008: Revealing dynamics and consequences of fit and misfit between formal and informal networks in multi-institutional product development collaborations. In: Research Policy. 37 (8): S. 1356–1370 (mit: Jan Kratzer und Hans Georg Gemünden)
- 2009: Why are some independent inventors 'heroes' and others 'hobbyists'? The moderating role of technological diversity and specialization. In: Research Policy. 38: S. 243–254 (mit Katja Rost und Iwan von Wartburg)
- 2009: Distinctive roles of lead users and opinion leaders in the social networks of schoolchildren. In: Journal of Consumer Research. 36 (4): S. 646–659 (mit Jan Kratzer)
- 2011: Organizing continuous product development and commercialization: The collaborative community of firms model. In: Journal of Product Innovation Management. 28: S. 3–16 (mit Oystein Fjeldstad, Charles Snow und Raymond Miles)
- 2012: The architecture of collaboration. In: Strategic Management Journal. 33: S. 734–750 (mit: Oystein Fjeldstad, Charles Snow und Raymond Miles)
- 2014: Forecasting the commercial attractiveness of user-generated designs using online data. An empirical study within the LEGO user community. In: Journal of Product Innovation Management. 31: S. 75–93 (mit Morten Berg-Jensen und Christoph Hienerth)
- 2016: The social network position of lead users. In: Journal of Product Innovation Management. 33 (2): S. 201–216 (mit Jan Kratzer, Nikolaus Franke und Peter A. Gloor)
- 2018: Value creation and value capture in open innovation. In: Journal of Product Innovation Management. 35 (6), S. 930–938 (mit Thomas Ritter und Henry Chesbrough)

## Auszeichnungen (Auswahl)
- Gewinner des Tudor Rickards Best Paper Award 2008 für den Artikel Towards a social network perspective of lead users and creativity: An empirical study among children, In: Creativity and Innovation Management 17 (mit Jan Kratzer).[10]
- Elite Teaching Award 2009 des Dänischen Bildungsministeriums für das Kurskonzept „Collaborative New Business Development“.
- Teaching Award 2010 der WU Vienna in der Kategorie „Excellent Teaching“ für den Kurs „Exploring Core Challenges in Open Innovation“.[11]
- 2016 Thomas P. Hustad JPIM Best Paper Award für den Artikel The Social Network Position of Lead Users (mit Jan Kratzer, Nikolaus Franke und Peter Gloor)[1]